# Носалевиці (Лодзинське воєводство)
Носалевиці (пол. Nosalewice) — село в Польщі, у гміні Пшедбуж Радомщанського повіту Лодзинського воєводства.
Населення — 132 особи (2011).
У 1975-1998 роках село належало до Пйотрковського воєводства.

## Демографія
Демографічна структура станом на 31 березня 2011 року:
|          | Загалом | Допрацездатний вік | Працездатний вік | Постпрацездатний вік |
| -------- | ------- | ------------------ | ---------------- | -------------------- |
| Чоловіки | 64      | 15                 | 39               | 10                   |
| Жінки    | 68      | 14                 | 30               | 24                   |
| Разом    | 132     | 29                 | 69               | 34                   |